# Uncharted: Golden Abyss
Uncharted: Golden Abyss — відеогра в жанрі action-adventure, розроблена компанією Bend Studio під контролем Naughty Dog, та видана Sony Computer Entertainment 17 грудня 2011 року в Японії, 15 лютого 2012 — у Північній Америці, 22 лютого 2012 в Європі та 23 лютого 2012 року в Австралії. Є четвертою грою та першим спінофом серії Uncharted, а також однією з перших ігор для PlayStation Vita, виходячи разом із приставкою. За сюжетом, гра є приквелом серії, дії якої розгортаються до подій Uncharted: Drake's Fortune. Історія обертається навколо авантюриста-шукача скарбів Натана Дрейка, який бере участь у пошуках загубленого міста Квівайра, а йому допомагає подружка, шукачка за скарбами Маріса Чейз. Геймплей поєднує в собі пригодницький бойовик з елементами платформера, де гравець розв’язує головоломки та бореться з ворогами за допомогою стрільби від третьої особи.

## Ігровий процес
Uncharted: Golden Abyss — пригодницький бойовик від третьої особи з елементами платформеру та головоломок. Гравець керує головним героєм серії Uncharted Натаном Дрейком. Проходячи серію лінійних рівнів, гравець зможе побачити різноманітні локації: джунглі, руїни, печери та табори.
Натан може перелазити через виступи та стрибати між платформами. Деякі рівні включають кілька шляхів проходження та приховані області зі схованими скарбами. У деяких місіях головному герою доведеться плести по водоймах за допомогою каное. У бою можна використовувати потайні тейкдауни й вести вогонь від третьої особи за групами ворогів. Стрільба може проводитися як з точним прицілом, так і стрільбою наосліп. Натан може брати та використовувати різноманітну зброю, включаючи пістолети, кулемети, дробовики, ракетниці та гранати.
В елементах управління гри використовується комбінація традиційних команд джойстика та кнопок, а також функцій управління жестами та сенсорного екрана PlayStation Vita. Прицілювання зброї відбувається за допомогою аналогових стіків консолі, а виконання рукопашних атак відбувається за допомогою змахування по сенсорному екрану. Деякі бойові сцени мають в собі елементи QTE, а деякі головоломки передбачають використання сенсорного екрана для виявлення підказок або налаштування механізмів. Сенсорні функції задньої панелі дозволяють гравцеві збільшувати прицілювання зброї та робити знімки природи.

## Критика
| Агрегатор  | Оцінка |
| ---------- | ------ |
| Metacritic | 80/100 |

| Видання                   | Оцінка |
| ------------------------- | ------ |
| 1Up.com                   | B      |
| Edge                      | 7/10   |
| Electronic Gaming Monthly | 7/10   |
| Eurogamer                 | 8/10   |
| Famitsu                   | 35/40  |
| G4                        | 3.5/5  |
| Game Informer             | 8/10   |
| GameRevolution            | [ 15 ] |
| GameSpot                  | 7/10   |
| GamesRadar+               | [ 17 ] |
| GameTrailers              | 8.6/10 |
| IGN                       | 8.5/10 |

Golden Abyss отримав «загалом схвальні відгуки», на агрегаторі рецензій Metacritic на основі 80 оцінок, сумарно отримала 80 балів зі 100. За даними того ж сайту, була 14-та найпопулярніша гра для PS Vita 2012 року.